# Dominic Lockhart
Dominic Johnny Lockhart (Schweinfurt, 3 luglio 1994) è un cestista tedesco.

## Palmarès
- Coppa di Germania: 1

EWE Baskets Oldenburg: 2015
- FIBA Europe Cup: 1

Chemnitz: 2023-2024